# Killers (album)
Killers – drugi album kompilacyjny amerykańskiej grupy rockowej KISS wydany w maju 1982 roku.

## Lista utworów
Strona pierwsza
1. „I'm a Legend Tonight" (Paul Stanley, Adam Mitchell) – 3:59
2. „Down on Your Knees" (Stanley, Mikel Japp, Bryan Adams) – 3:31
3. „Cold Gin" (Ace Frehley) – 4:20
4. „Love Gun" (Stanley) – 3:17
5. „Shout It Out Loud (Remix)" (Stanley, Gene Simmons, Bob Ezrin) – 2:40
6. „Sure Know Something" (Stanley, Vini Poncia) – 3:59

Strona druga
1. „Nowhere to Run" (Stanley) – 4:32
2. „Partners in Crime" (Stanley, Mitchell) – 3:45
3. „Detroit Rock City" (Stanley, Ezrin) – 3:53
4. „God of Thunder" (Stanley) – 4:11
5. „I Was Made for Lovin’ You" (Stanley, Poncia, Desmond Child) – 4:18
6. „Rock and Roll All Nite (Live)" (Stanley, Simmons) – 3:58

## Informacje
- Gene Simmons – gitara basowa, śpiew
- Paul Stanley – gitara rytmiczna, śpiew
- Ace Frehley – gitara prowadząca
- Peter Criss – perkusja, śpiew
- Eric Carr – perkusja, wokal wspierający
- Bob Kulick – gitara prowadząca